# Volkswagen Amarok
Volkswagen Amarok – samochód osobowy typu pick-up klasy średniej produkowany pod niemiecką marką Volkswagen od 2009 roku. Od 2022 roku jest produkowana druga generacja modelu.

## Pierwsza generacja

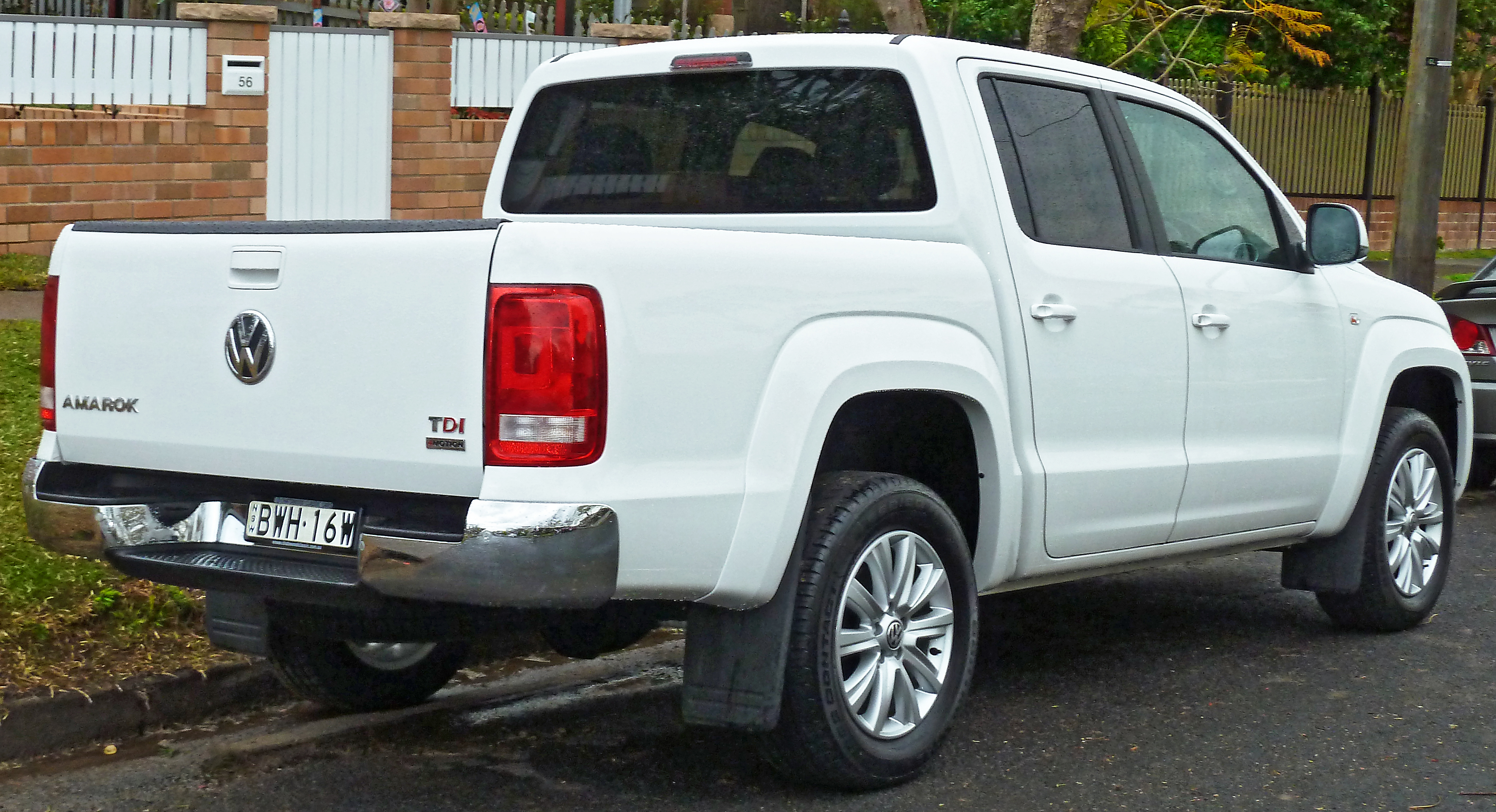
Volkswagena Amarok I - tył

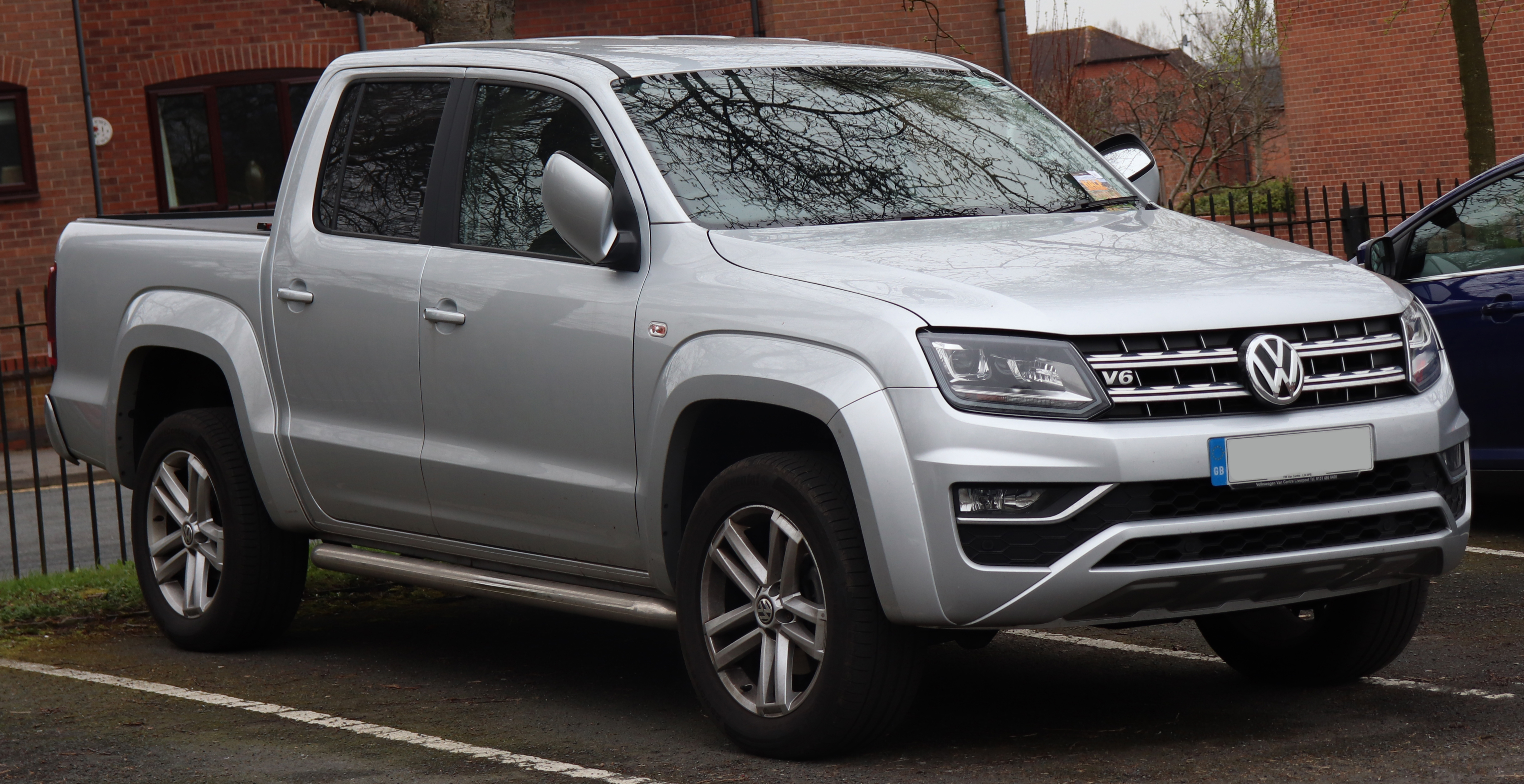
Volkswagen Amarok I po liftingu

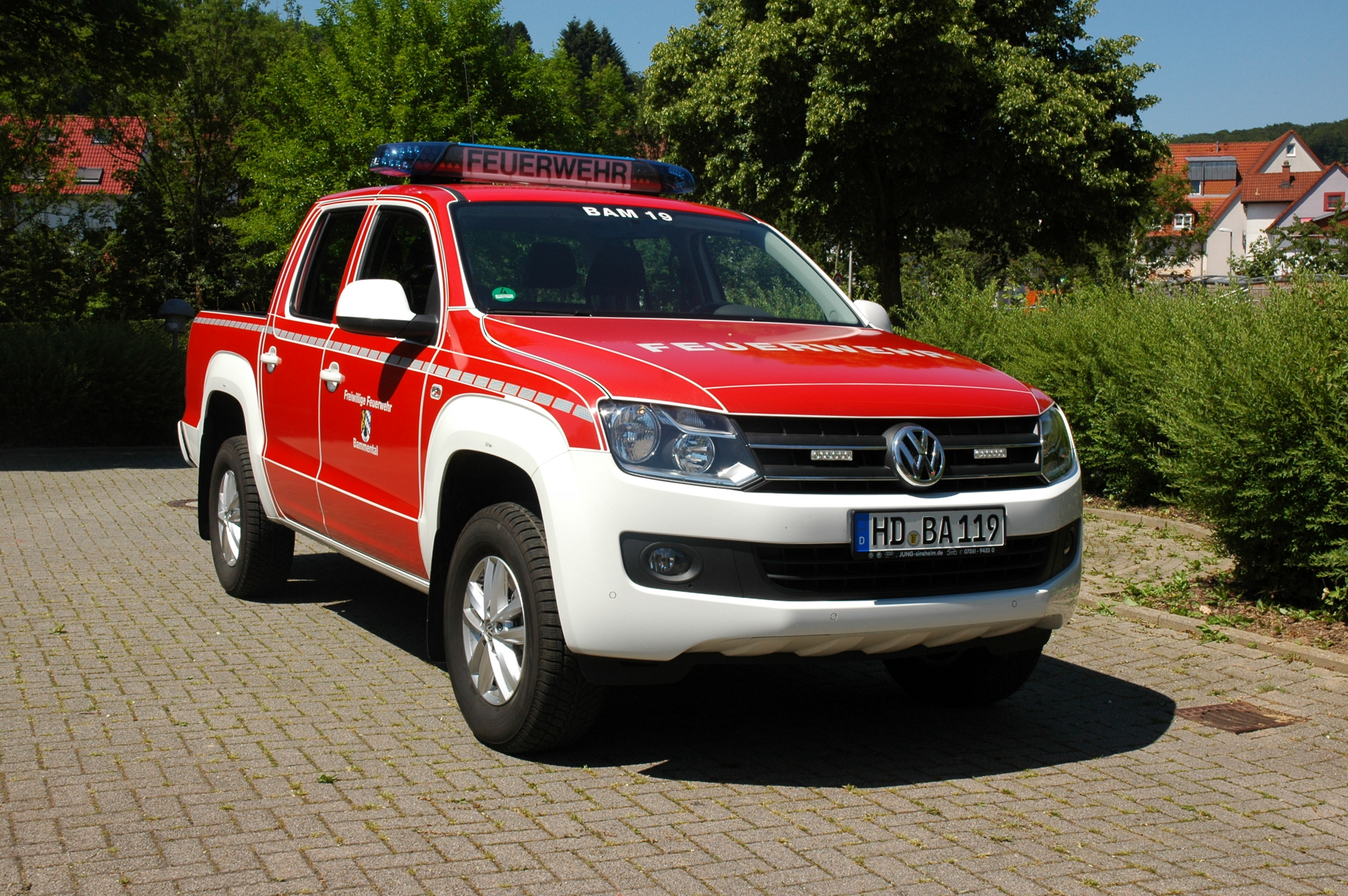
Czterodrzwiowy Amarok I przeznaczony dla niemieckiej Ochotniczej Straży Pożarnej w Bammentalu

Historia auta rozpoczęła się w roku 2005, kiedy to koncern Volkswagen postanowił stworzyć pickupa. W 2007 roku opublikowano pierwsze zdjęcia modelu Volkswagen Pickup Concept. W 2008 roku VW oficjalnie ogłosił, że postanowił rozpocząć produkcję auta pod koniec 2009 roku. Jego nazwa opracowana została przez firmę Interbrand na zlecenie Volkswagena. Auto produkowane jest w argentyńskiej filii Volkswagena w Pacheco koło Buenos Aires od listopada 2009 roku. W maju 2012 roku rozpoczęto produkcję próbną, a w czerwcu seryjną Amaroka w zakładzie w Hanowerze. Samochody z tej fabryki oferowane są na rynkach państw europejskich oraz w Afryce. W 2017 roku ruszyła z kolei produkcja w Quito.
Nazwa Amarok w języku Inuitów, oznacza wilka arktycznego. Może się również kojarzyć z siedzibą koncernu Volkswagen AG w Wolfsburgu, a w językach romańskich oznacza osobę kochającą skały.
W czerwcu 2014 roku wprowadzono do produkcji wersję Ultimate, która od podstawowych wersji różni się m.in. delikatnie przemodelowanym przodem z diodowymi światłami do jazdy dziennej, reflektorami biksenonowymi oraz dodatkowymi elementami chromowanymi, a także przyciemnionymi światłami tylnymi, diodowym oświetleniem tablicy rejestracyjnej, polerowanymi 19-calowymi alufelgami oraz chromowanym orurowaniem przestrzeni ładunkowej i progów. Auto wyposażono w system Parkpilot z kamerą cofania Rear Assist, elektrycznie składane i ogrzewane lusterka zewnętrzne oraz ogrzewanie przednich foteli i system nawigacji satelitarnej.

### Nadwozie
Volkswagen Amarok oferowany jest w odmianach z napędem na tylną oś lub z napędem na 4 koła – 4MOTION (w dwóch wersjach, napęd stały, lub dołączany). Do sprzedaży przeznaczono cztery wersje nadwoziowe: Double Cab (podwójna kabina), Single Cab (pojedyncza kabina), w podwoziu do zabudowy i w wersji Spinoffs (5-7 osobowej). Wersja z pojedynczą kabiną pojawiła się w pierwszej połowie 2011 roku.

### Silniki
Początkowo do napędu samochodu mógł być zastosowany jeden z dwóch silników wysokoprężnych o pojemności skokowej 2,0 dm³. Pierwszy z nich osiąga moc maksymalną 90 kW (122 KM) i moment obrotowy 340 Nm, drugi 120 kW (163 KM) i 400 Nm. Oba silniki spełniają normę emisji spalin Euro 5 i współpracują z 6-stopniową, manualną skrzynią biegów. Od początku 2012 roku stosowany jest również podwójnie doładowany silnik 2.0 TDI o mocy 132 kW (180 KM) i maksymalnym momencie obrotowym 420 Nm, który jest zblokowany z 8-biegową automatyczną skrzynią biegów, lub ręczną o 6 przełożeniach. Wraz z wprowadzeniem do produkcji wersji 180 KM, na większości rynków wycofany został z oferty silnik o mocy 163 KM.. Na niektórych rynkach (np. Australia) oferowany jest także silnik benzynowy 2.0 TSI o mocy 160 KM oraz wysokoprężny 2.0 TDI o mocy 140 KM. W 2013 roku na rynku europejskim wprowadzono do oferty jednostkę 2.0 TDI o mocy 140 KM, która zastąpiła słabszy silnik o mocy 122 KM.
Najnowsza wersja posiada dodatkowo silniki 3,0 TDI V6 o mocach 204, 224 i 258 KM, wszystkie w połączeniu ze stałym napędem na cztery koła. Ładowność sięga do 1,15 tony. Z zamontowanym hakiem może ciągnąć przyczepy o masie do 3,5 tony. Posiada nadwozie zbudowane na ramie.

### Sprzedaż
W okresie rozpoczynania produkcji w fabryce zwanej Centro Industrial Pacheco było zamontowanych 105 robotów przemysłowych wykorzystywanych w montażu samochodów. Amarok jest sprzedawany w krajach Ameryki Południowej, Afryki i w Australii. W Europie sprzedaż rozpoczęła się w drugiej połowie 2010 roku. W lutym 2020 roku producent zakończył produkcję modelu w Europie.

### Nagrody
We wrześniu 2010 roku podczas targów motoryzacyjnych IAA w Hanowerze Volkswagen Amarok Single Cab otrzymał tytuł International Pickup of the Year 2011.

### Wersje wyposażeniowe
- Basic
- Trendline
- Comfortline
- Highline
- Atacama
- Dark Label
- Canyon
- Ultimate
- Aventura

## Druga generacja

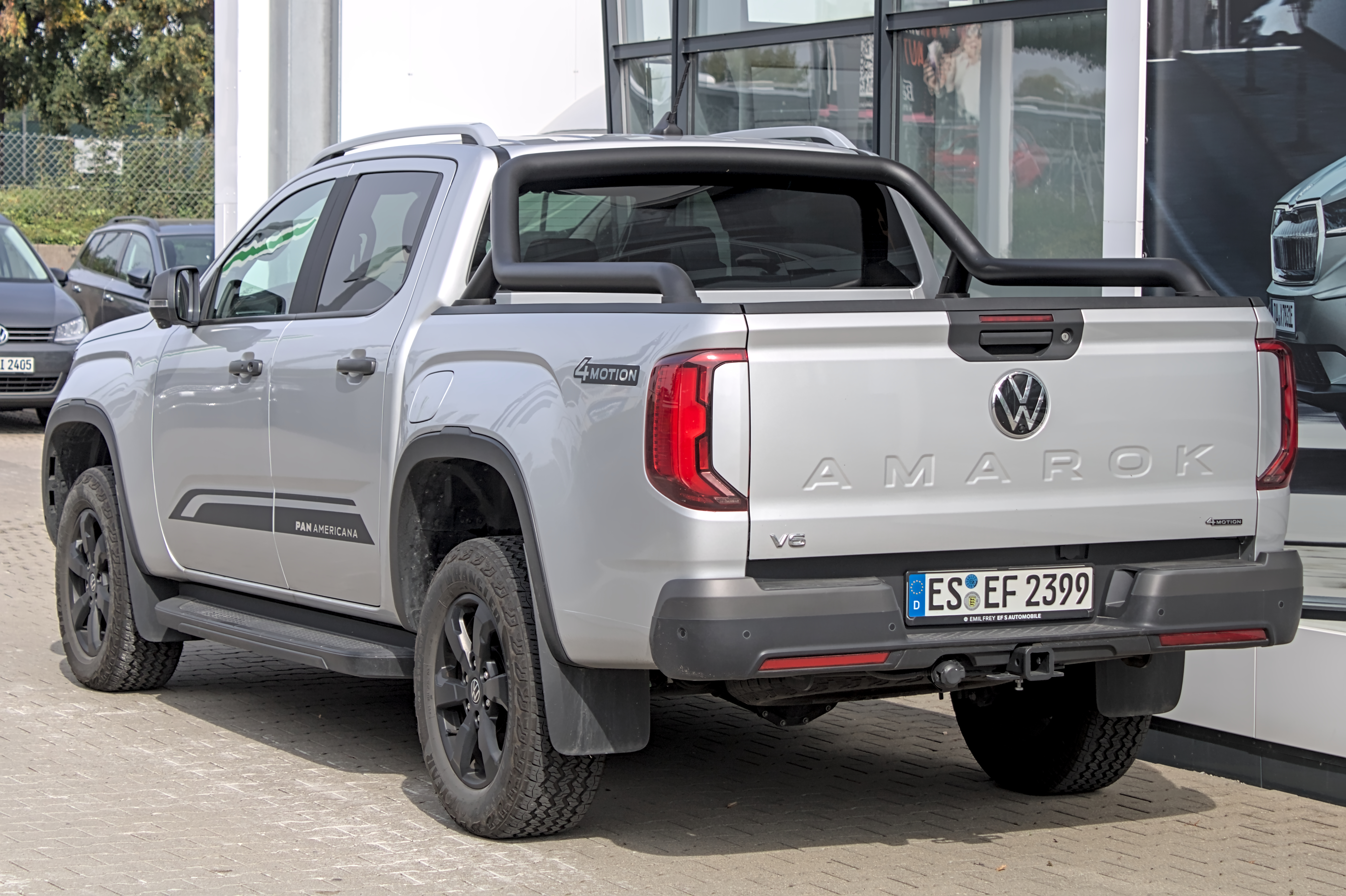
Volkswagen Amarok II - tył

Volkswagen Amarok II został zaprezentowany 7 lipca 2022 roku. Samochód jest produkowany razem ze swym bliźniakiem Fordem Rangerem w fabryce w Pretorii. Umowa została zawarta przy współpracy Forda ze Volkswagenem.
W odróżnieniu od poprzednika samochód jest dłuższy o prawie 100 mm, ma dłuższy rozstaw osi o 173 mm, zapewniając więcej miejsca na siedzeniu w drugim rzędzie podwójnej kabiny. Po wprowadzeniu drugiej generacji modelu, samochód uzyskał pięć wariantów. Oferowany jest pod nazwami "Life" i "Style". Wprowadzono do oferty również dwa plagowe warianty jako PanAmericana i Aventura.
Druga generacja Amaroka to gruntowna modernizacja w stosunku do poprzednika, oferująca większe wymiary, bardziej zaawansowane technologie i ulepszone zdolności terenowe. Zwiększono przestrzeń w kabinie i na pace, dodano systemy wspomagające kierowcę, a także ulepszono silniki i napęd. 

## Wersje wyposażenia
- Standart
- PRO
- PRO Plus
- Life
- Style
- PanAmericana
- Aventura

Podstawowe wyposażenie Amaroka w wersji (PRO) obejmuje m.in. reflektory LED, system infotainment z 10,1-calowym ekranem dotykowym, Digital Cockpit z 8-calowym wyświetlaczem, czujniki parkowania z tyłu, kamerę cofania oraz manualną klimatyzację. Dodatkowo, Amarok PRO posiada dołączany napęd na cztery koła 4MOTION z reduktorem i manualną blokadę tylnego mechanizmu różnicowego.
W Europie nie są dostępne wszystkie wersje Volkswagena Amaroka II. W szczególności, tańsze modele z pojedynczą kabiną (SC) i podwójną kabiną (DC), z silnikiem 110kW, zostały wycofane.

### Silniki
*Silniki dostępne tylko na rynku Europejskim
| Silnik         | Pojemność skokowa [cm³] | Moc maksymalna [KM] ( [kW] ) przy obr./min | Maks. moment obrotowy [Nm] przy obr./min | Układ i liczba cylindrów | Układ rozrządu/liczba zaworów | Przyśpieszenie 0-100 km/h (s) | Prędkość maksymalna km/h | Spalanie miasto/trasa/średnio (l/100km) | Emisja CO2 (g/km) |
| 2.0 TDI 205    | 1996                    | 205(151)/4000                              | 450/1750                                 | R4                       | 16                            | 10.6                          | 190                      | 9.1                                     | 239               |
| 3.0 TDI 240 KM | 2967                    | 240(177)/3000                              | 550/1400                                 | R6                       | 24                            | 8.8                           | 193                      | 8.6/7.3/7.8                             | 204               |